# Crkva Rođenja Blažene Djevice Marije u Solini
Crkva Rođenja Blažene Djevice Marije na Gradovrhu je rimokatolička crkva u Maloj Solini u ul. Veljka Lukića Kurjaka. Filijalna je crkva tuzlanske župe.

## Položaj
Crkva je na brdu, uzdignuta s pogledom na kompletnu Solinu, Svojtinu i druga okolna mjesta. Prije svega proteže pogled prema Gradovrhu, mjestu za koje su vjernici iz ovih krajeva emotivno vezani kao i za lik Blažene Djevice Marije. Arhitekt Juro Pranjić je svojim znanjem, radom i požrtvovnošću također veliki dio sebe ugradio u ovu crkvu.

## Povijest
Inicijativa za gradnju crkve u Solini koja pripada Tuzlanskoj župi, postoji već dvadesetak godina. Tada je kupljena lokacija za izgradnju koja je 2000. godine proširena. Želja vjernika bila je izgraditi kapelu, odnosno crkvu koja bi bila spomen na milosni lik Radosne Gospe Gradovrške za koju su ovi krajevi posebno vezani. Plan izgradnje crkve napravljen je 2009. godine kada je i odobren od strane crkvenih vlasti. Odmah po usvajanju plana počela je i gradnja.
29. kolovoza 2009. na Gradovrhu su počeli radovi na izgradnji nove crkve. Temelji su blagoslovljeni 8. rujna 2009. godine. Inicijativa za izgradnju potekla je iz franjevačkog samostana sv. Petra i Pavla iz Tuzle. Visina zvonika prema projektu bila je 20 metara. Gradnju su financirali vjernici ovog dijela Tuzle, a Franjevački samostan iz Tuzle je investitor. Crkva je građena u znak sjećanja na Milosnu Gospu Gradovršku. Građena je od betona, a predviđeni rok završetka radova bio je 31. prosinca 2009. godine.
Za vrlo kratko vrijeme je podignuta. Grubi radovi su završeni početkom prosinca 2009. a onda je uslijedila druga faza koja je podrazumijevala stavljanje fasade, stolarije i podizanje krova. 
Svečano je otvorena 12. rujna 2010. na blagdan Imena Marijina. Svečanu sv. misu pred nekoliko stotina vjernika predvodio je tuzlanski gvardijan fra Zdravko Anđić te je blagoslovljen molitveni prostor. Ovi radovi su rujna 2010. privedeni kraju a očekivanja su bila da crkva do kraja 2011. bude uređena i unutra.  Potpora mještana bez obzira na financijsku krizu za sada je bila dosta dobra.
U crkvi se na blagdan Imena Marijina slavi se Ime Gospe Gradovrško - bačke. Za ovo prošteničko slavlje sprema se kroz trednevnicu, gdje vjernici imaju prigodu za sv. ispovijed.
 Crkva pokriva vjerske potrebe dvjestotinjak vjernika iz Soline. Podignuta je radi čuvanja od zaborava Gospina svetišta i radi poticaja mladim generacijama u smislu da budućnost imaju oni koji se u Boga pouzdaju, upravo onako kako se to i pokazalo kroz povijest.

## Vanjske poveznice
- Facebook - Kraljica mira Piše: Maja Nikolić: Gradovrška Gospa, objava 15. rujna 2014. izvor: http://gospineslike.blogspot.com/
- Franjevačka provincija Bosna Srebrena[neaktivna poveznica] Fotografije, Novosti 2010. > Svečano otvorena novoizgrađena crkva u Solini
- Franjevačka provincija Bosna Srebrena[neaktivna poveznica] Fotografija crkve
- Google Plus Fotografija 15. ožujka 2014.